# Hamburg Media School

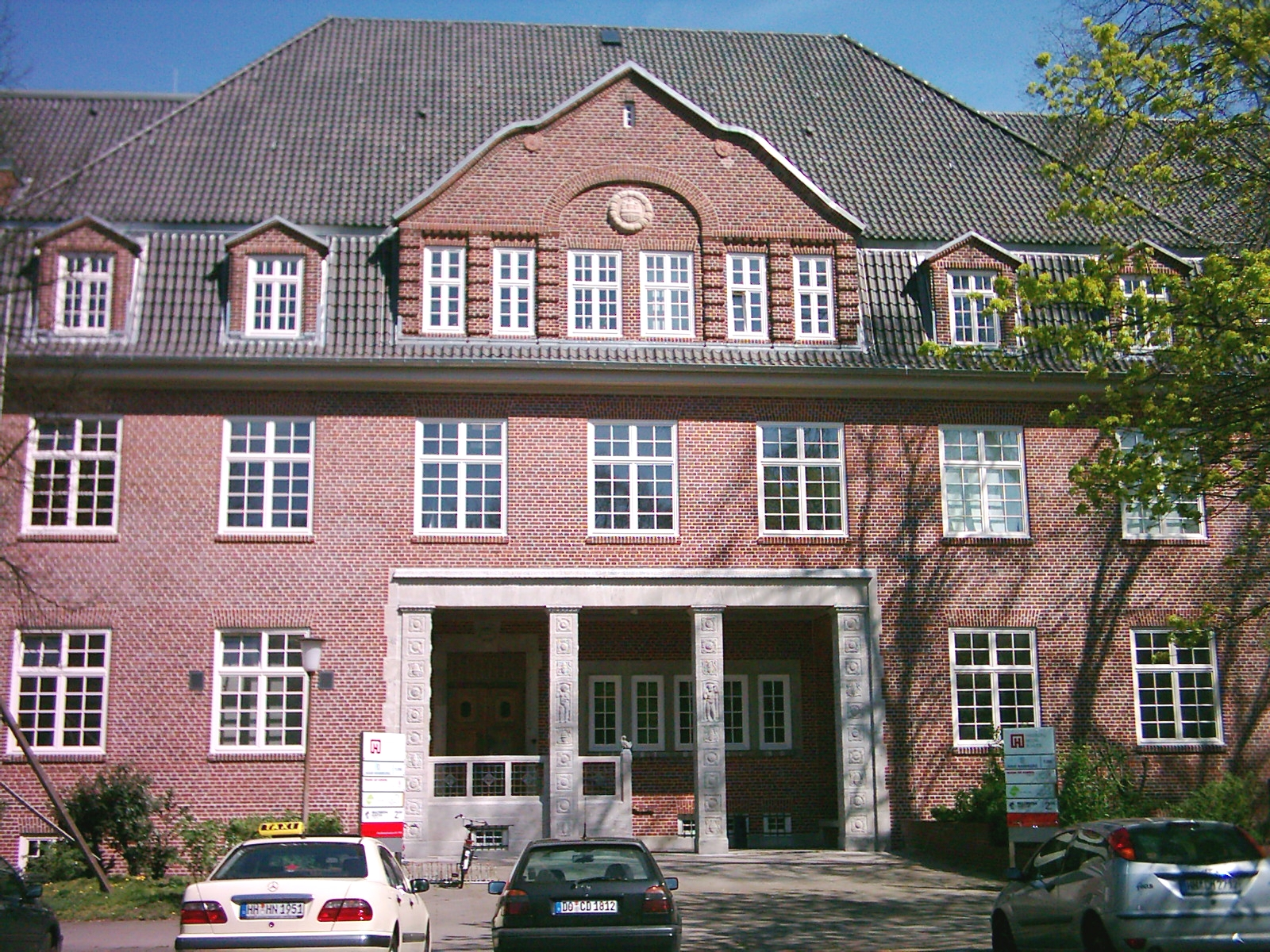
École des médias de Hambourg

La Hamburg Media School (HMS), fondée en 2003, est un établissement d'enseignement semi-public situé à Finkenau, dans le quartier d'Uhlenhorst à Hambourg. Inspirée du modèle des écoles doctorales anglo-saxonnes, elle propose des formations avancées destinées aux diplômés et aux professionnels en activité, ainsi qu'un programme de licence. Son financement repose sur un partenariat public-privé. Elle collabore avec l'Université de Hambourg, l'Université technique de Hambourg et l'Université des beaux-arts de Hambourg, ce qui garantit la reconnaissance étatique de ses diplômes et permet aux étudiants d'accéder à des études doctorales.

## Histoire
La Hamburg Media School est située dans les bâtiments de l'ancienne clinique pour femmes de Finkenau. Fondée en 2002, elle commence à proposer un MBA en gestion des médias en 2003. En 2004, le cursus cinématographique de l'Université de Hambourg est intégré à l'école, suivi en 2005 par l'ajout d'un programme de journalisme. Aujourd'hui, elle propose trois programmes d'études : gestion des médias, journalisme et cinéma, ainsi que divers cursus de formation continue.
L'école fonctionne sous la forme d'un partenariat public-privé réunissant la Fondation HMS, la ville et le land de Hambourg, l'Université de Hambourg et l'Université des Beaux-Arts. En 2011, elle fait l'objet de critiques à la suite d'un rapport de la Cour des comptes de Hambourg, qui met en lumière le financement partiel des études de certains étudiants par des fonds publics.
Depuis l'automne 2013, elle propose un programme d'études à temps partiel en journalisme numérique, destiné aux journalistes et rédacteurs en exercice. La même année, un programme de licence en anglais dédié aux médias numériques est lancé en partenariat avec l'Université Leuphana de Lunebourg. Depuis octobre 2019, le cursus de cinéma intègre l'étude des films publicitaires à valeur ajoutée.

## Programmes d'études

### Gestion numérique et des médias
Les deux diplômes en gestion numérique et des médias sont accrédités par ACQUIN. Grâce à la coopération avec l'Université de Hambourg, ils permettent d'accéder à des études de doctorat. Ces programmes de master sont payants.

#### MBA en gestion numérique et des médias
Le master MBA en gestion numérique et des médias s’étend sur deux ans et couvre trois domaines principaux : administration et gestion des affaires, affaires et production des médias, ainsi que contexte et valeurs. Il vise à associer les aspects juridiques et économiques des médias à la conception et à la mise en œuvre de processus créatifs. En deuxième année, les étudiants peuvent se spécialiser en choisissant l’une des trois filières suivantes : analyse des données et business analytics, réseaux sociaux et marketing en ligne, ou création et développement d’entreprises.

#### Executive MBA en gestion numérique et des médias
Le cursus Executive MBA à temps partiel en gestion numérique et des médias couvre les aspects économiques, stratégiques, juridiques et techniques d'un MBA, tout en développant des compétences en gestion, en communication et en leadership. Le programme est conçu pour une durée de deux ans.

### Études cinématographiques
Le cursus de cinéma est fondé en 1991 à l'Université de Hambourg par Hark Bohm et intégré à la Hamburg Media School en 2004,. Conçu comme un programme alliant formation artistique, compétences techniques et exigences internationales, il bénéficie de la participation de cinéastes renommés tels que Michael Ballhaus et Karl Walter Lindenlaub. Tous les deux ans, 24 étudiants intègrent ce programme.
Les films réalisés dans ce cadre ont été récompensés à de nombreuses reprises. En 2003 et 2005, les films de fin d’études The Red Jacket de Florian Baxmeyer et The Runaway reçoivent le Student Academy Award. En 2011, Raju remporte un troisième Oscar étudiant et est nommé aux Oscars dans la catégorie court métrage en 2012. En 2015, Sadakat obtient l’Oscar de l’Étudiant d’or, suivi en 2017 par Watu Wote – All of Us, distingué dans la catégorie Narrative (International Film Schools) et Istina en 2023. Le programme cinématographique de la HMS détient ainsi cinq Oscars étudiants.
Depuis septembre 2007, la direction du programme est assurée par Richard Reitinger et Hubertus Meyer-Burckhardt, puis par Richard Reitinger seul entre 2012 et octobre 2022, avant que Kathrin Lemme ne prenne la relève. Le cursus, qui couvre la réalisation, la caméra, l’écriture de scénario et la production, est le seul en Allemagne à être accrédité pour délivrer un Master of Arts in Film. La HMS est membre de l’association internationale des écoles de cinéma CILECT.
En octobre 2022, Kathrin Lemme a été nommée à la tête du programme.

### Journalisme
Jusqu'en 2012, le HMS propose un programme de maîtrise en journalisme . Ce cours est remplacé par le cours à temps partiel en journalisme numérique. Le cours est structuré selon une structure modulaire. Il s'adresse aux rédacteurs et journalistes indépendants qui justifient d'au moins un an d'expérience professionnelle et d'un premier diplôme. Le cours est proposé en coopération avec l'Université de Hambourg jusqu'en 2021 et est proposé en coopération avec l'Université de technologie de Hambourg depuis 2022. Le programme de maîtrise non consécutif donne droit aux études de doctorat. Le cours est payant et est conçu pour durer deux ans. Elle se termine par la rédaction d'un mémoire de master.

### Médias numériques
Le programme du Bachelor de médias numériques se déroule en anglais, et ils sont enseignés de manière théorique, transmis de manière critique et testés dans la pratique. Environ la moitié des événements se déroulent dans les locaux de l'École des médias de Hambourg, l'autre moitié sur le campus de l' Université Leuphana de Lunebourg.

## Formation continue
L'École des médias de Hambourg propose également des séminaires dans le domaine de la formation continue. L'accent est également mis ici sur le secteur des médias, en particulier le marketing en ligne, le journalisme, la gestion des médias et les films publicitaires.

## Diffusion et académie
L'École des médias de Hambourg est le sponsor de la chaîne citoyenne et éducative Tide, une chaîne de télévision locale non commerciale (TIDE TV) et une station de radio (TIDE 96.0). La TIDE ACADEMY offre également la possibilité d'acquérir des compétences et des connaissances pratiques dans le traitement des médias audiovisuels à faible coût.

## Des professeurs et diplômés renommés
- Benjamin Benedict, producteur de cinéma
- Katja Benrath, réalisatrice
- Susanne Böhm, modératrice
- Richard Gutjahr, journaliste
- Peter Gerlach, directeur des programmes SAT.1 et responsable du divertissement ZDF
- Jan Kruse, producteur
- Karl Walter Lindenlaub, caméraman
- Cornelia von Loga, femme politique
- Hubertus Meyer-Burckhardt, modérateur
- Christian Rauda, avocat
- Richard Reitinger, scénariste
- Claas Relotius, journaliste
- Janek Rieke, acteur et réalisateur
- Niki Stein, réalisateur
- Ruth Toma, scénariste
- Andreas Wrede, journaliste
- Özgür Yıldırım, réalisateur
- Philipp Westermeyer, fondateur et directeur général du Festival OMR
- Nils Willbrandt, réalisateur
- Reza Sam Mosadegh